# Атанас Натев
Атанас Василев Натев е български философ, изкуствовед, литературен теоретик. Член-кореспондент на Българската академия на науките от 1995 г.

## Житейски път
Роден е на 25 април 1929 г. в пловдивското село Гирен (днес село Белозем, община Раковски). През 1951 г. завършва философия в Софийския университет. Защитава докторска дисертация в Московския университет „М. В. Ломоносов“ през 1968 г. Специализира в Лайпциг и Берлин (1957, 1962 г.) и в Москва (1962 г.). Стипендиант на фондация „Александър фон Хумболт“ в Германия (Кьолн и Хановер).

## Научна и творческа дейност
Атанас Натев е дългогодишен преподавател в Софийския университет (Катедра по история и теория на културата). Професор е по теория на литературата в Института за литература при БАН (от 1969 г.). Ръководи секция „Естетика и изкуство“ в Института за съвременни социални теории при Президиума на БАН. Преподава естетика във Висшия институт за изобразително изкуство „Николай Павлович“ и теория на литературата във Великотърновския университет „Св. св. Кирил и Методий“. Проф. Натев изнася лекции по теория на драмата и по театрална естетика в Западен Берлин, Лайпциг, Амстердам, Мюнхен, Кьолн, Хановер и др.
Атанас Натев е гостуващ професор в Берлинския свободен университет, в университетите на Бон, Залцбург, Кьолн и в Хумболтовия университет в Берлин.
През 1990 – 1991 г. проф. Натев е директор на Народната библиотека „Св. св. Кирил и Методий“, а през 1991 г. става член на Wissenschaftskolleg и директор на Българския културен институт в Берлин.
През време на академичната си кариера, продължила повече от четири десетилетия и половина, проф. Атанас Натев оставя приноси в няколко области на хуманитаристиката: теория на драмата и театъра, литературознание, естетика, социология на изкуството, теория на културата.
Атанас Натев е автор на над двадесет книги и множество статии в български и чужди научни издания.

## По-важни трудове
- „Цел или самоцелност на изкуството. Критични наблюдения върху неокантианската естетика и нейното влияние в България“ (1960)

- „Изкуство и общество“ (1961)
- „Между спорното и безспорното. Литературно-теоретически и критически опити“ (1961)
- „Съвременна западна драматургия. Насоки и тенденции“ (1965)
- „Драматично и драматургично“ (1967)
- „Литературознание и изкуствознание. Методологически въпроси“ (1969)
- „За театъра като изкуство“ (1971)
- „Das Dramatische und das Drama“ (1971)
- „Подстъпи към теория на драмата. С оглед на някои кризисни явления в съвременната западна драматургия“ (1972)
- „Изкуство и културна конфекция“ (1974)
- „Залежи в познатото“ (1977)
- „Усвояване и еманципация. Встъпителни изследвания върху немската култура в България“ (съст.) (1977)
- „Поглед върху чуждестранната художествена култура“ (съст.) (1979)
- „Обрати на художествеността“ (1982)
- „Култура и масово съзнание“ (съст.) (1982)
- „Театрална идеография. Явления, проблеми, насоки в днешния чуждестранен театър“ (1983)
- „Литературни идеи на XX век. Индивид и култура“ (1985)
- „Култура и общуване“ (съст.) (1986)
- „Граници и възможности на литературознанието“ (1986)
- Макс Райнхард, „Театърът – идеал и действителност“ (съст.) (1986)
- Стоян Михайловски, „Божествен размирник. Философска поезия и проза“ (съст.) (1987)
- „Беседи върху самобитността на изкуството“ (1988)
- Валтер Бенямин, „Художествена мисъл и културно самосъзнание“ (съст. и встъп. студия) (1989)
- Алберт Швайцер, „Култура и етика“ (съст.) (1990)
- „Поетика и литературна история“ (съст.) (1990)
- „Изкуството като антитеза на културата“ (1991)
- „Interkulturalität aus osteuropäischer Sicht“ (1996)
- „Историческа злина ли е националната държава? Дискусионни тезиси“ (съст.) (1998)
- „Демокрацията – втората употреба“ (незавършена)

## Отличия
През 1979 г. става носител на Международната Хердерова награда.